# BMW 328

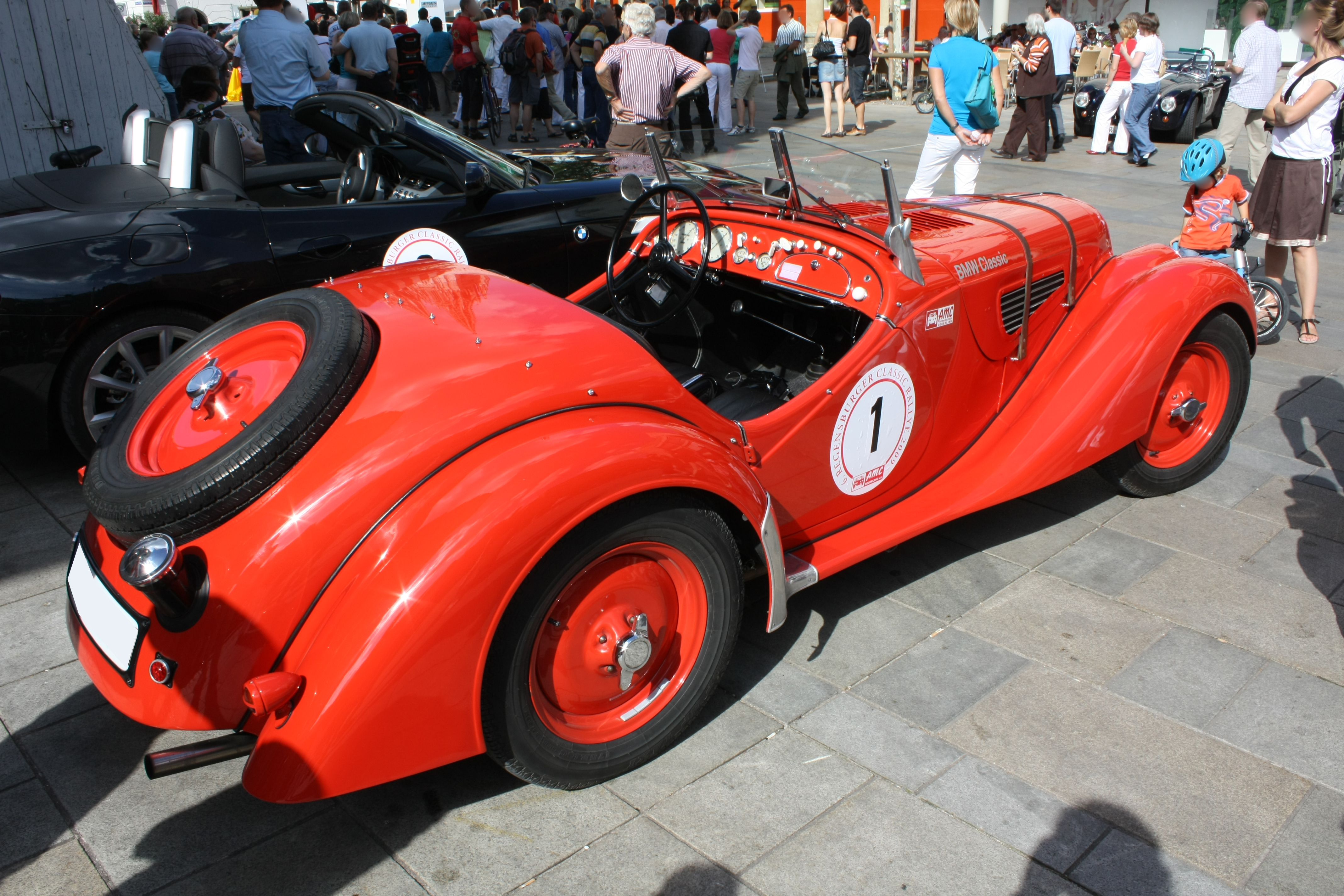
Vista posterior del BMW 328.

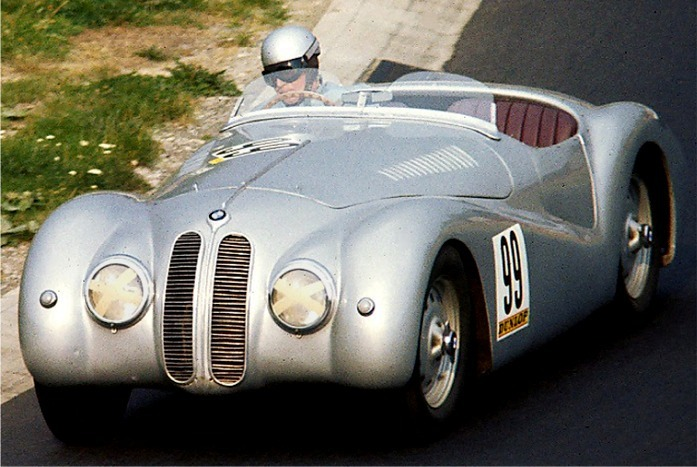
BMW 328 Mille Miglia de 1940, pilotado por Adolf Brudes (Nürburgring, 1976).

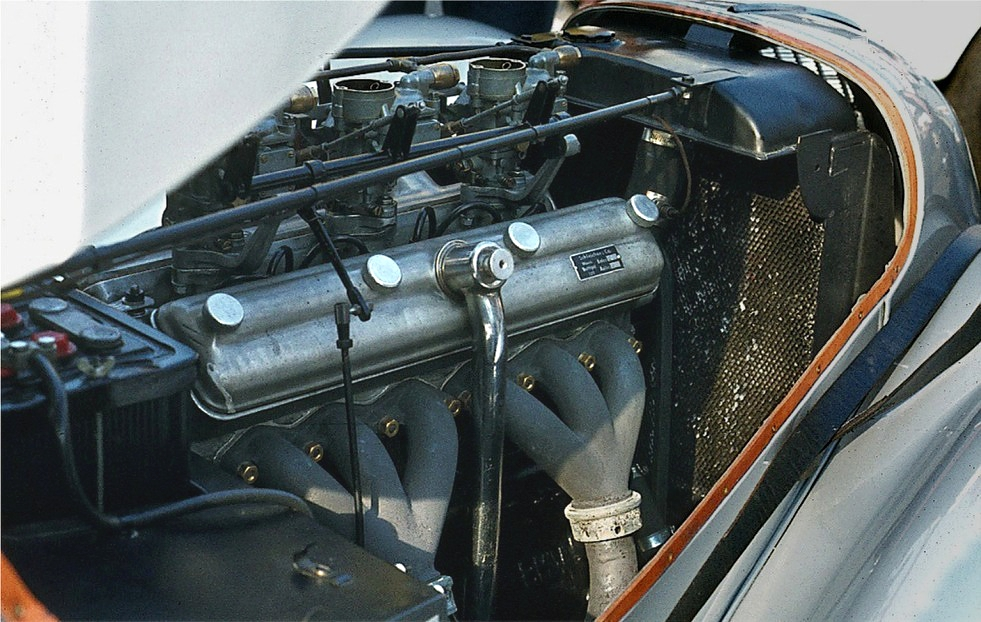
Motor del BMW 328.

El BMW 328 es un automóvil deportivo producido por la marca alemana BMW entre 1936 y 1940. Diseñado por Fritz Fiedler, presentaba muchas características avanzadas para su tiempo, tales como un bastidor tubular y un motor con cámaras de combustión hemisféricas.

## Producción
El BMW 328 fue producido en la fábrica de Eisenach (Turingia, Alemania), la cual, después de la Segunda Guerra Mundial, se encontraba en la zona de ocupación rusa, y la fabricación de automóviles en Eisenach seguiría una trayectoria dirigida por el estado hasta la reunificación alemana en 1989. En total se fabricaron 464 unidades del 328 (entre todas las versiones).

## Influencia en Bristol
Después de la Segunda Guerra Mundial, uno de los 328 Mille Miglia (camuflado como Frazer Nash) y planes técnicos de BMW para el automóvil, fueron tomados de la fábrica bombardeada de BMW por representantes ingleses de las empresas Bristol Aeroplane Company y Frazer Nash. Bristol Cars fue creada para construir automóviles completos, denominados Bristol, y también suministrar motores a Frazer Nash para todos sus automóviles de la posguerra. El primer automóvil de Bristol, el 400, se basó en gran medida en los planes de BMW.

## El 328 en el deporte motor
El 328 ganó el RAC Rally en 1939 y consiguió un quinto puesto final (primero en la categoría) en las 24 Horas de Le Mans de 1939.

### Mille Miglia
En 1938, el BMW 328 se convirtió en el ganador de la categoría de dos litros de la Mille Miglia.
En 1940, el 328 Mille Miglia Touring Coupé, pilotado por Fritz Huschke von Hanstein con Walter Bäumer como copiloto, ganó la Mille Miglia con una velocidad media de 166,7 km/h (103,6 mph).
En 2004, el 328 Mille Miglia Touring Coupé se convirtió en el primer automóvil en ganar tanto la Mille Miglia de 1940 como la versión clásica de la carrera que se realiza hoy en día.

## Premios
En 1999, el BMW 328 fue nominado como uno de los 25 finalistas para el Automóvil del Siglo por un grupo de periodistas automotrices de todo el mundo.

## Especificaciones
| Ficha técnica          | BMW 328                                                                |
| Motor                  | 6 cilindros en línea OHV, 2 válvulas por cilindro.                     |
| Cilindrada             | 1.971 centímetros cúbicos.                                             |
| Diámetro y carrera     | 66 x 96 mm.                                                            |
| Alimentación           | 3 carburadores Solex 30 JF.                                            |
| Relación de compresión | 7,5:1                                                                  |
| Potencia máxima        | 80 CV a 5000 rpm.                                                      |
| Par máximo             | 129 Nm a 4000 rpm.                                                     |
| Transmisión            | Cambio manual de 4 velocidades.                                        |
| Capacidad del tanque   | 50 litros.                                                             |
| Refrigeración          | Bomba (7,5 litros de agua).                                            |
| Neumáticos             | 5.50 x 16                                                              |
| Suspensión             | Delantera independiente, con eje rígido la trasera.                    |
| Frenos                 | Hidráulicos de tambor, con 280 mm de diámetro.                         |
| Velocidad máxima       | 328: 150 km/h (93 mph) 328 Mille Miglia y Touring: 200 km/h (124 mph). |